# Gyöngyi
A Gyöngyi női név a magyar eredetű Gyöngy női név -i képzős alakja, egyben a Gyöngyvér becézett alakja.

## Rokon nevek
- Gyöngy:[1] Régi magyar női név.[2]
- Gyöngyike:[1] eredetileg nem a Gyöngyi beceneve, hanem a Gyöngyvér ill. a Gyöngy nevekből képzett név.[2]

## Gyakorisága
Az 1990-es években a  Gyöngyi gyakori név, a Gyöngy és a Gyöngyike szórványosan fordult elő, a 2000-es években nem szerepelnek a 100 leggyakoribb női név között.

## Névnapok
- Gyöngyi, Gyöngyike: május 12.,[2] május 14.,[2] október 23.[2]
- Gyöngy: január 18.,[2] május 12.,[2] május 14.[2]

## Híres Gyöngyik, Gyöngyikék, Gyöngyök
- Csák Gyöngyi író, költő
- Gaál Gyöngyi nemzetközi női labdarúgó-játékvezető
- Lovász Gyöngyi válogatott labdarúgó
- Lukács Gyöngyi operaénekes
- Spitzer Gyöngyi (Soma Mamagésa), énekes, műsorvezető
- Szathmáry Gyöngyi szobrászművész